# Curt Smith

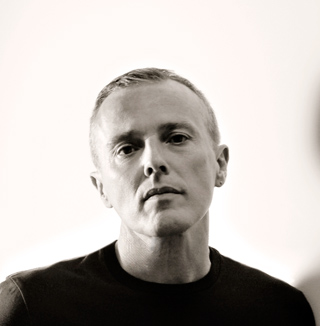
Smith em 2008

Curt Smith (Bath, 24 de junho de 1961) é um músico inglês naturalizado norte-americano.
É um dos principais integrantes da banda Tears for Fears, juntamente com Roland Orzabal. Toca baixo e sintetizador. Tem um disco solo, Soul on Board, de 1993. É também empresário, dono da gravadora Zerodisc. Ele também fez participações especiais como ele mesmo na série Psych (2011 e 2014).
Em 2021, Smith recebeu o Ivor Novello Award de melhor catálogo de canções.

## Discografia solo
- 1993 Soul on Board
- 1998 Mayfield
- 2000 Aeroplane
- 2007 Halfway, Pleased
- 2013 Deceptvely Heavy